# Masayo Kurata
Masayo Kurata (倉田 雅世, Kuarata Masayo, nascuda el 21de maig del 1969.) és una Seiyū de Yokkaichi Mie.

## Doblatges fets
L'ordre d'aquesta llista és personatge i sèrie.
Anime
- Onomil de Blue Drop: Tenshi-tachi no Gikyoku (TV)
- Shinobu Maehara de Love Hina (TV)
- Tomoe Kashiwaba de Rozen Maiden (TV)
- Jill de Fushigiboshi no Futagohime (TV)
- Alala de Mermaid Melody Pichi Pichi Pitch Pure (TV)
- Karinka de Steel Angel Kurumi (TV)
- Fasalina de Gun X Sword (TV)
- Koyomi Hare Nanaka de Girls Bravo (TV)
- Laksharta de Code Geass (TV)
- Charlotte de Magical Nyan Nyan Taruto (TV)
- Aiko Mary Harmony de Gad Guard (TV)

Videojocs
- Ai Senou de Hourglass of Summer
- Kurara Apricot de Purikura Daisakusen
- Sakaki Chidzuru de Muv-Luv
- Souffle Rossetti de Star Ocean 3: Till the End of Time
- Wiwi de Luminous Arc